# Alpha Blondy : un combat pour la liberté
 (juillet 2017).
Pour plus de détails, voir Fiche technique et Distribution.
Alpha Blondy: un combat pour la liberté est un documentaire réalisé par Antoinette Delafin et Dramane Cissé en 2010 sur un célèbre artiste contemporain de la musique africaine.

## Synopsis
Les chansons d’Alpha Blondy ont fait le tour du monde depuis trente ans.
De Kingston à Jérusalem, son message universel porté par le reggae touche ceux qui rêvent d’un monde plus juste. Il exprime aussi les préoccupations d’un continent africain en pleine mutation. Chez lui, en Côte d’Ivoire, Alpha Blondy est apparu comme «la voix des sans voix» ou le  « fou du roi». Au gré des chansons qui ont marqué l’époque, le chanteur se souvient des épisodes qui ont fait de lui une star, un mythe vivant de l’Afrique contemporaine.
Alpha Blondy de son vrai nom Seydou Koné est une icône de la musique reggae africaine. Né le 1er Janvier 1953 à Dimbokro, en Côte d'Ivoire, Alpha Blondy s'est élevé au rang de superstar avec ses messages de paix, d'unité et de justice sociale. Au-delà de sa carrière musicale, Alpha Blondy est également connu pour son engagement en faveur de la liberté et de la démocratie. Un combat qui a été capturé dans le documentaire éponyme, "Un combat pour la liberté".

## Fiche technique
- Titre: Alpha Blondy: un combat pour la liberté
- Réalisateurs: Antoinette Delafin et Dramane Cissé
- Langue: Français
- Format: Vidéo
- Genre: Documentaire
- Durée: 90 min
- Date de réalisation: 2010
- Couleur / N&B: couleur

## Commentaires
Le film allie des éléments biographiques, les considérations politiques et spirituelles d’Alpha Blondy et de nombreuses séquences musicales. C’est le premier documentaire consacré à l’artiste, et à ce jour le seul.

## Articles Connexes
- Alpha Blondy
- Documentaire
- Reggae